# Henryk Uchman
Henryk Uchman (ur. 14 stycznia 1882 w Kosinie, zm. 14 grudnia 1966 w Sieniawie) – polski ksiądz rzymskokatolicki, ekspozyt w Kolonii Polskiej (1914–1915, 1918–1921), proboszcz w Sieniawie (1921–1949), dziekan dekanatu sieniawskiego (1931–1949), więziony i represjonowany przez władze carskie i komunistyczne.

## Życiorys
Urodził się 14 stycznia 1882 roku w Kosinie. W 1904 roku ukończył gimnazjum w Jarosławiu. Od czasów gimnazjalnych był związany z ruchem narodowym. W latach 1904–1908 studiował w Wyższym Seminarium Duchownym w Przemyślu. W 1908 roku przyjął święcenia kapłańskie z rąk bpa Józefa Sebastiana Pelczara. W latach 1908–1911 był wikariuszem parafii Najświętszej Maryi Panny z Góry Karmel w Stojańcach, następnie w latach 1911–1914 był ekspozytem parafii św. Rodziny w Pohorcach.
W 1914 roku został ekspozytem w parafii Kolonia Polska. 16 czerwca 1915 roku wycofujące się wojska rosyjskie uprowadziły go w niewolę, z której powrócił dopiero w 1918 roku. W latach 1918–1921 był nadal ekspozytem w Kolonii Polskiej. 
W 1921 roku został proboszczem parafii Sieniawa. W 1931 roku został dziekanem nowo utworzonego dekanatu sieniawskiego.
W 1937 roku został wiceprezesem zarządu powiatowego Stronnictwa Narodowego w Jarosławiu ps. „As”. 
. W czasie okupacji był związany ze ZWZ-AK. Udzielił schronienia ukrywającym się Żydom. Utrzymywał bliskie kontakty z NOW, a od 1945 roku z NZW (oddział „Radwana”). Działacz WiN. 
25 maja 1949 roku został aresztowany przez Urząd Bezpieczeństwa. 22 września 1949 roku sporządzono akt oskarżenia. 
16 marca 1950 roku przed Rejonowym Sądem Wojskowym w Rzeszowie na sesji wyjazdowej w Przemyślu, rozpoczął się pokazowy proces karny
. Po kilku dniach trwania procesu, 24 marca 1950 roku ogłoszono wyrok, w który został skazany na 9 lat więzienia. Przebywał w więzieniach w Przemyślu i Wronkach. 17 stycznia 1954 roku warunkowo zwolniony z więzienia. W latach 60. powrócił do Sieniawy, gdzie 14 grudnia 1966 roku zmarł.